# Aston Martin DB5
O Aston Martin DB5 é um gran turismo (GT) britânico de luxo que foi fabricado pela Aston Martin e projetado pelo construtor de carrocerias italiano Carrozzeria Touring Superleggera. Lançado em 1963, foi uma evolução da série final do DB4.
Embora não seja o primeiro da série DB, o DB5 é o carro cinematográfico mais conhecido de James Bond, aparecendo pela primeira vez no filme Goldfinger (1964).

## Design
As principais diferenças entre o DB4 Série V e o DB5 são o motor de alumínio, ampliado de 3,7 L para 4,0 L; uma nova transmissão robusta de cinco velocidades ZF (exceto alguns dos primeiros DB5s);  e três carburadores SU . Este motor, produzindo 282 cv (210 kW), que impulsionou o carro a 233 km/h, disponível na versão Vantage (alta potência) do DB4 desde março de 1962, tornou-se a unidade de força padrão da Aston Martin com o lançamento em setembro de 1963 do DB5.
O equipamento padrão do DB5 incluía assentos reclináveis, tapetes de lã, janelas elétricas, tanques de combustível duplos, rodas de arame cromado, radiador de óleo, corpo em liga de magnésio construído com a técnica de patente superleggera , acabamento em couro na cabine e até um extintor de incêndio. Todos os modelos têm duas portas e são de configuração 2 + 2. As tampas de inicialização (tronco) diferiram ligeiramente entre a marca DB4 5 e o DB5.

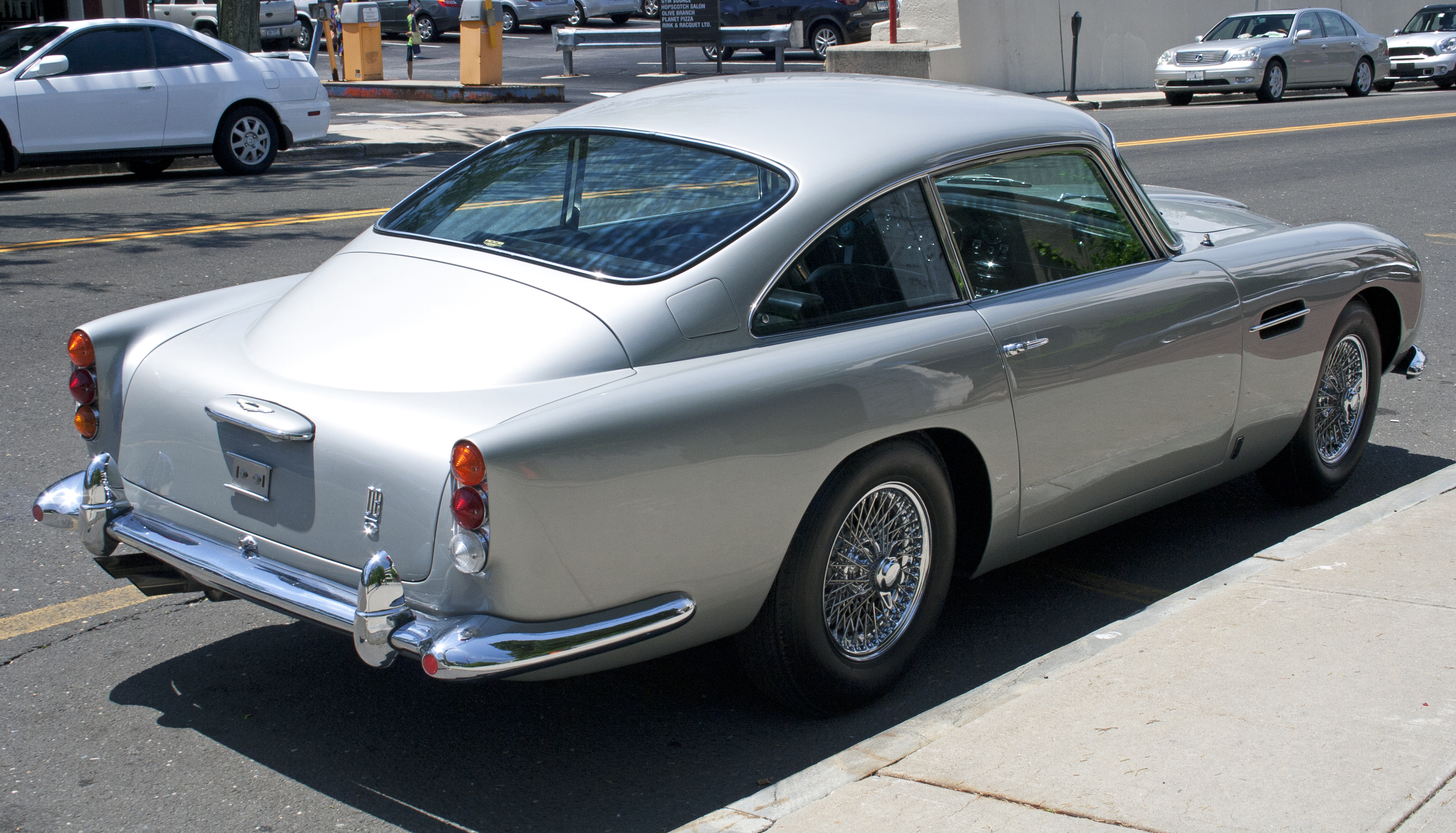
Traseira.

Como o DB4, o DB5 usava um eixo traseiro ativo. No começo, o manual original de quatro marchas (com ultrapassagem opcional) era um acessório padrão, mas logo foi abandonado em favor da marchas ZF de cinco marchas.  Também estava disponível uma transmissão automática de três velocidades da Borg-Warner DG. A opção automática foi então alterada para o Modelo 8 da Borg-Warner pouco antes do DB6 substituir o DB5.

## Especificações
Cupê padrão:

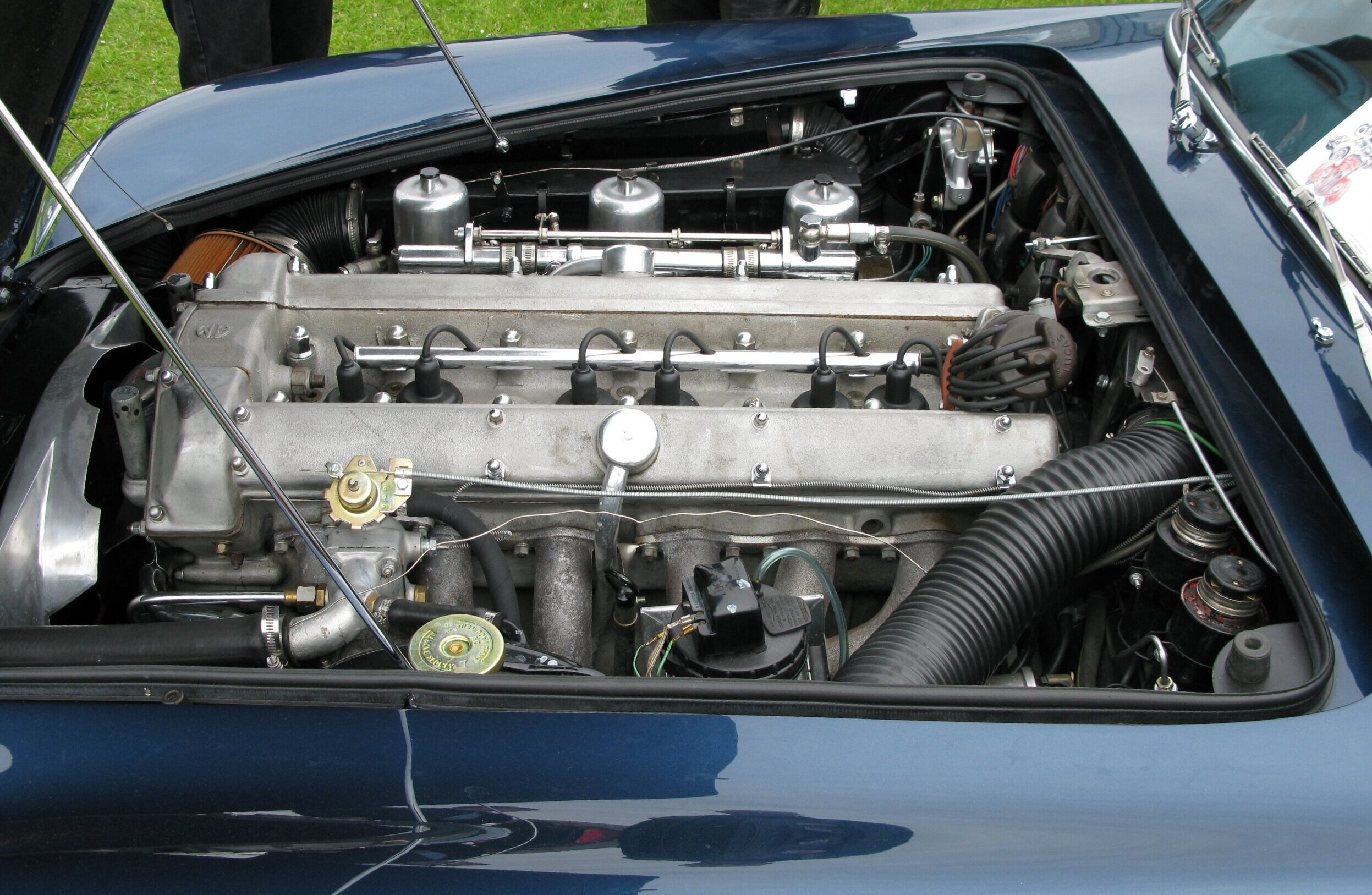
Motor do DB5.

- Motor: Seis cilindros em linha com 4,0 L (3.995 cc)
- Diâmetro x curso : 96 mm × 92 mm (3,78 pol × 3,62 pol)
- Alimentação de combustível: 3 SUs
- Potência: 282 cv (286 PS; 210 kW) a 5.500 rpm, 210 cv (213 PS; 157 kW) Líquido
- Binário : 288 lb⋅ft (390 N⋅m) a 3.850 rpm
- Peso: 1.502 kg (3.311 lb)
- Velocidade máxima: 233 km/h (145 mph)
- Aceleração: 0-60 mph (97 km/h) em 8 segundos.

## Variantes

### DB5 Vantage

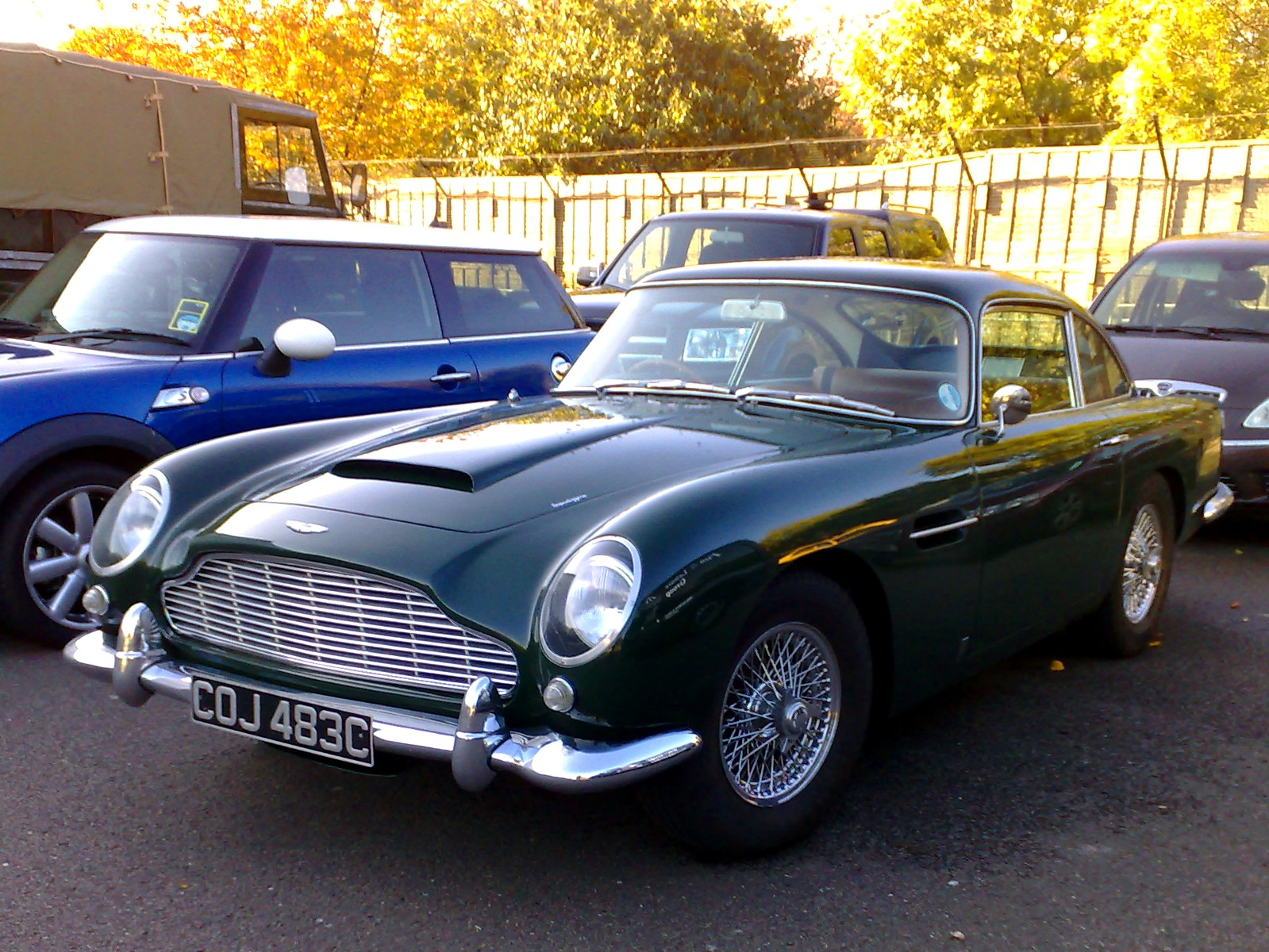
Aston Martin DB5 Vantage.

O DB5 Vantage de alto desempenho foi introduzido em 1964 com três carburadores de tração lateral modelo HD-8 SU e perfis de árvore de cames revisados, proporcionando maior desempenho de ponta à custa da flexibilidade geral, especialmente porque os lendários Weber são reconhecidos como dispositivos 'acelerador total'. Este motor produzia 325 HP (330 CV; 242 kW) a 5.500 rpm. Somente 65 cupês DB5 Vantage foram construídos.

### DB5 conversível
123 DB5 conversíveis foram produzidos (também com carrocerias da Touring), embora eles não usassem o nome "Volante" típico até 1965. O modelo conversível foi oferecido de 1963 a 1965. Originalmente, apenas 19 dos 123 conversíveis DB5 foram fabricados com volante à esquerda. Originalmente, 12 carros foram equipados com um motor Vantage de fábrica e, pelo menos, um outro conversível foi posteriormente equipado de fábrica com um motor Vantage de especificação DB6. Uma opção rara de fábrica (realmente instalada pelo Works Service antes da entrega do cliente) era uma capota rígida removível em aço.

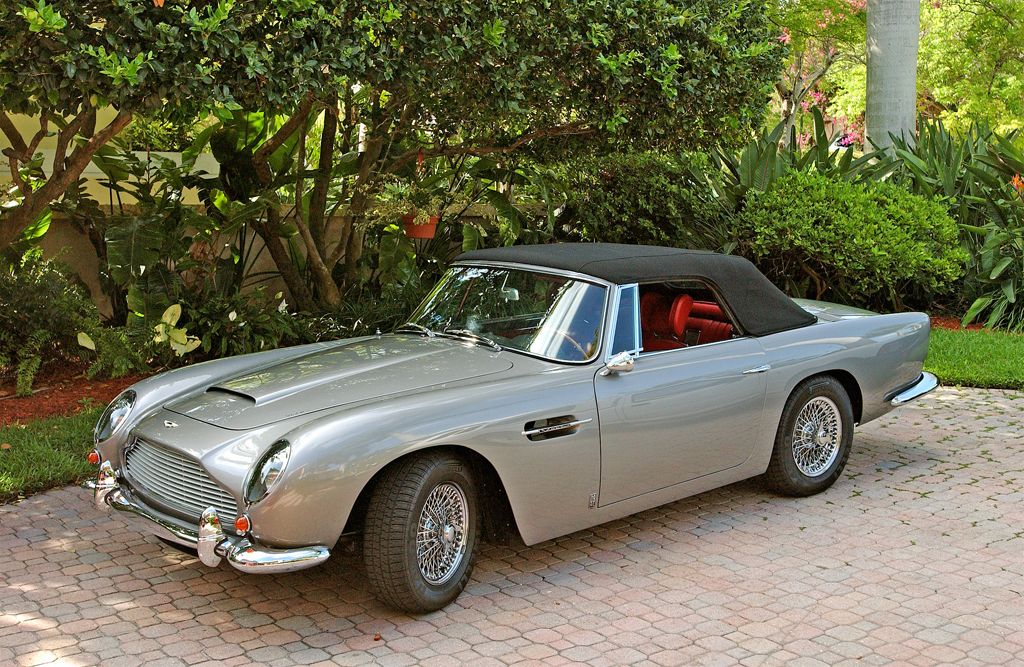
Aston Martin DB5 Vantage conversível (1965).

De outubro de 1965 a outubro de 1966, a Aston Martin usou os últimos 37 chassi do Aston Martin DB5 para criar outro modelo conversível. Esses 37 carros eram conhecidos como Volantes de "chassi curto" e foram os primeiros Aston Martin a receber o nome "Volante". Embora chamá-lo de "chassi curto" seja um pouco inadequado, o "curto" vem da comparação com o DB6 subsequente, que possui um chassi mais longo. Quando comparado ao DB5, ele não é "curto", mas sim do mesmo tamanho; no entanto, esses carros diferem dos modelos conversíveis do DB5, pois apresentam pára-choques dianteiros e traseiros do DB6 e luzes traseiras TR4, como também usado no DB6.

### DB5 Shooting Break

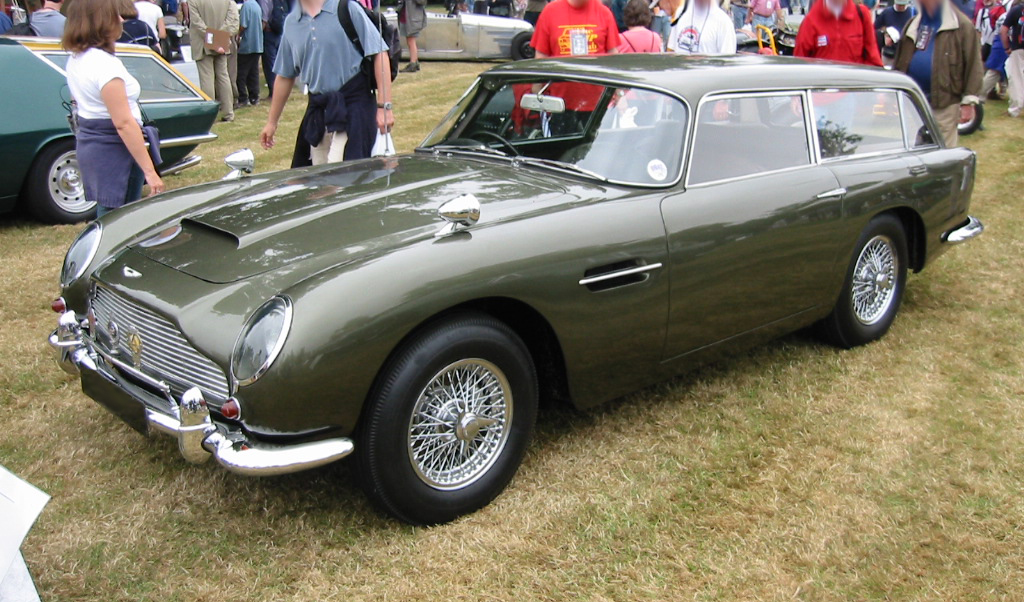
Aston Martin DB5 Shooting Brake.

Um protótipo do DB5 shooting break foi produzido pela fábrica por David Brown, um ávido caçador e proprietário de cães, e outros 11 a 12 cupês foram modificados para a Aston Martin pelo construtor de carrocerias independente, Harold Radford. As luzes traseiras usadas eram unidades Triumph e também foram adotadas para o DB6 subsequente. Em agosto de 2019, um DB5 foi vendido por um recorde de US $ 1.765m (£ 1.456m) tornando-o o carro de carroceria Shooting Brake mais valioso de qualquer marca vendida em leilão.

## DB5 de James Bond
Dois Aston Martin DB5s foram fornecidos à EON Productions, um dos quais não possuía nenhum dispositivo.
O Aston Martin DB5 está entre os carros mais conhecidos do mundo, graças ao especialista em efeitos especiais John Stears, que modificou o DB5 para ser usado por James Bond no filme Goldfinger (1964). Embora Ian Fleming tenha colocado Bond em um DB Mark III no romance, Stears convenceu a empresa a disponibilizar seu protótipo DB5.
Para promover o filme, os dois DB5 foram exibidos na Feira Mundial de Nova York de 1964, e foi apelidado de "o carro mais famoso do mundo" e, posteriormente, as vendas do carro aumentaram. Em janeiro de 2006, um deles foi leiloado no Arizona; o mesmo carro foi originalmente comprado em 1970 do proprietário, Sir Anthony Bamford, por um dono de museu do Tennessee. Um carro, usado principalmente para promover o filme, agora está localizado no Museu Louwman, na Holanda. O primeiro protótipo DB5 usado no Goldfingercom o número do chassi DP/216/1 foi posteriormente despojado de seu armamento e gadget pela Aston Martin e depois revendido. Foi então adaptado pelos proprietários subseqüentes com armamento não original. Mais tarde, apareceu no filme The Cannonball Run (1981), o qual foi dirigido por Roger Moore. O chassi DP/216/1 DB5 foi roubado em 1997 de seu último proprietário na Flórida e ainda está desaparecido.
Desde o filme, o DB5 tornou-se intimamente associado à franquia James Bond e é considerado o veículo por excelência do personagem. Como tal, reapareceu em filmes subsequentes ao longo dos anos. Dentro do universo de James Bond, o mesmo carro (registro BMT 216A) foi usado novamente no filme seguinte, Thunderball, um ano depois.

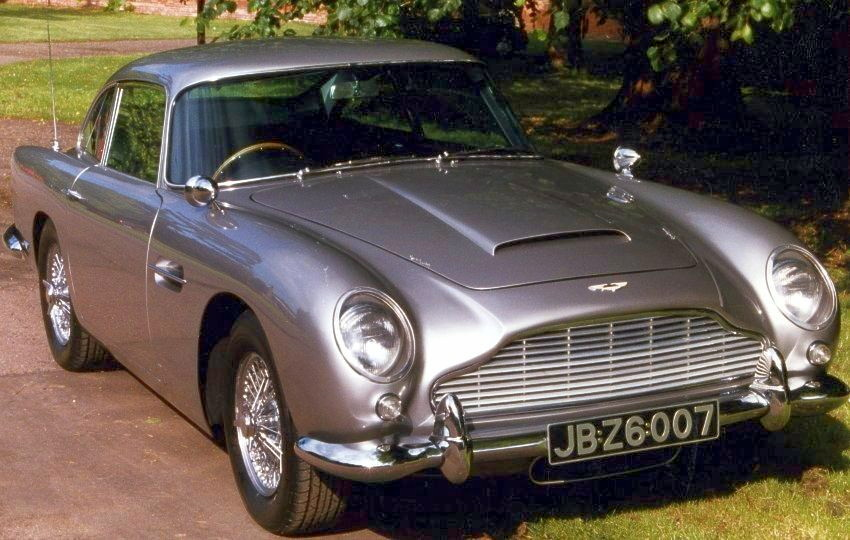
Dois Aston Martin DB5 foram fornecidos à EON Productions, um dos quais não possuía nenhum dispositivo.

Um Aston Martin DB5 diferente (registro BMT 214A) foi usado no filme de Bond GoldenEye de 1995, no qual o carro é o veículo pessoal de Bond e não possui acessórios. Embora tenha sido equipado com um refrigerador de champanhe no apoio de braço e uma máquina de fax. Três DB5 diferentes foram usados para filmar. Este mesmo carro reapareceu brevemente no próximo filme, Tomorrow Never Dies (1997), e estava programado para fazer uma aparição nas cenas da Escócia em The World Is Not Enough (1999), mas foram cortadas na edição final. Outro DB5 (registro 56526) apareceu no filme Casino Royale (2006), desta vez de propriedade do vilão Alex Dimitrios. Este carro tem Bahamianchapas de matrícula e volante à esquerda (onde as versões britânicas anteriores eram volante à direita). No filme, Bond ganha o carro de Dimitrios depois de vencê-lo em um jogo de cartas.
O DB5 de Goldeneye atualmente reside no London Film Museum em Covent Garden. Dos três carros usados na produção, um carro foi filmado para a cena estática do oceano, a participação é desconhecida e o DB5/1885/R foi conduzido na cena de perseguição contra a Ferrari em Monte Carlo. O DB5/1885/R foi comprado em um leilão da Christies em 2001 e ingressou no Guinness Book of Records naquele ano pelo valor mais alto pago por uma lembrança de Bond. Foi exibido pela primeira vez na exposição de Bond em Beaulieu antes de se mudar para sua nova casa no The London Film Museum.
Outro DB5 de bétula de prata com o registro original BMT 216A foi usado no 23º filme de James Bond, Skyfall, durante o 50º aniversário do lançamento do primeiro filme de James Bond, Dr. No (1962).  Não está claro se este carro é para ser o mesmo que Bond ganhou no Casino Royale, equipado com placas de matrícula britânicas, direção à direita e acessórios. O carro é destruído no final climático do filme. É visto novamente em Spectre (2015), primeiro na oficina subterrânea de Q em várias etapas de reconstrução, e no final do filme, totalmente reconstruído, com Bond se afastando.
Em 1º de junho de 2010, a RM Auctions anunciou o próximo leilão de um DB5 usado em Goldfinger e Thunderball. O proprietário (Jerry Lee, presidente/proprietário da WBEB Radio na Filadélfia, Pensilvânia) comprou o carro originalmente da empresa Aston Martin em 1969. No leilão, o DB5 foi vendido por 2,6 milhões de libras. (2,912 milhões de libras com comissão) equivale a 4,6 milhões de dólares. Em agosto de 2019, um carro DB5 Bond feito para promover o Thunderball foi vendido por um recorde $ 6.385.000 (£ 5.267.593).
A  Aston Martin anunciou em agosto de 2018 que planeja construir 25 réplicas do DB5 como visto em Goldfinger, incluindo alguns dos gadgets vistos no filme, cada um vendido por cerca de GB 2,75 milhões de libras .
Em 2019, foi confirmado pela Aston Martin que o carro seria apresentado no próximo filme de Bond, No Time to Die, a ser lançado em abril de 2020. O plano era construir uma réplica, não usar um veículo existente. De fato, 25 deveriam ser construídos, em parceria com a Eon Productions, a produtora de filmes de Bond. Os carros Goldfinger DB5 deveriam ter vários dispositivos de espionagem funcionais, incluindo cortina de fumaça, mancha de óleo, placas giratórias, metralhadoras (não funcionais) e blindagem traseira da bala.

### Itens promocionais
Com a Goldfinger, a Corgi Toys iniciou seu relacionamento de décadas com a franquia Bond: eles produziram um brinquedo do carro, que se tornou o brinquedo mais vendido em 1964.  Um kit plástico em escala 1:24 altamente detalhado também foi produzido pela Airfix entre 1966 e 1970. 

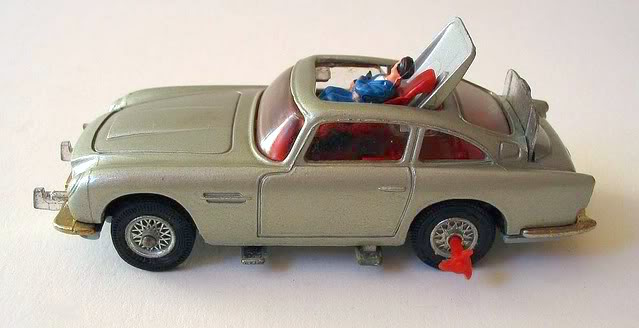
Aston Martin DB5 1964, produzido pela Corgi Toys, vinculado ao filme.

Um modelo fundido em escala 1:24 altamente detalhado, com muitos recursos de trabalho, foi produzido como uma edição limitada em 2006 para o Casino Royale , pela Danbury Mint. Em janeiro de 2011, um modelo em escala 1/8 foi lançado pela editora da revista de trabalho parcial GE Fabbri no Reino Unido. Mais de 85 peças semanais, o modelo é um dos maiores modelos em escala 007 até o momento, com acessórios e luzes de trabalho. Em 2015, a Hotwheels Elite lançou seu Cult Classics Goldfinger Aston Martin DB5 nas escalas 1/18 e 1/43, o modelo 1/18 apresentava muitos dos gadgets do filme original.
Em julho de 2018, a Lego e Naomie Harris apresentaram uma peça de 1.290 peças na escala 1:8, com escudo de bala e assento ejetor.

## Na cultura popular
Além de seu uso nos filmes de Bond, o DB5 também apareceu em "The Noble Sportsman", um episódio de 1964 da série de TV The Saint, estrelado pelo futuro Bond, Roger Moore. O carro em questão era o chassi DP/216/1 DB5 original, com o registro BMT 216A, usado no Goldfinger. O episódio foi filmado antes de Goldfinger, quando o carro ainda estava pintado com seu casaco vermelho escuro original. O chassi DP/216/1 DB5 também apareceu no filme The Cannonball Run (1981), em que foi novamente conduzido por Moore (embora ele não tenha dirigido o carro durante o período em que esteve no cargo). No filme, Moore interpreta Seymour Goldfarb Jr., um homem que se acredita ser Roger Moore, que participa de uma corrida maluca de cross-country. Desde sua aparição em Goldfinger, o carro havia sido despido de seus aparelhos e registrado novamente como um carro de estrada comum. O carro aparece com seu novo número de registro, 6633PP e dispositivos de réplica que foram instalados no carro para o filme.
O telefilme da reunião de 1983, The Return of the Man from UNCLE: The Fifteen Years Later Affair, inclui uma breve participação de George Lazenby como "JB", um britânico de smoking branco, dirigindo um DB5, que ajuda Napoleon Solo durante uma perseguição de carro. "É como no Serviço Secreto de Sua Majestade ", entusiasma uma personagem feminina na conclusão da participação. Este especial foi lançado em 1983, no mesmo ano em que Octopussy e Never Say Never Again foram lançados.
O DB5 aparece em vários jogos eletrônicos, como 007 Racing, Driver San Francisco (Deluxe Edition), James Bond 007: Agent Under Fire, Da Rússia com Amor e James Bond 007: Blood Stone. O filme From Russia with Love foi lançado em 1963, um ano antes de Goldfinger (no qual o DB5 foi usado pela primeira vez), mas o videojogo usou o carro.
Apareceu de forma animada em James Bond Jr. no primeiro episódio "The Beginning". No episódio, ele foi capaz de se transformar em um avião e pode ser acionado por controle remoto. O carro foi destruído em um acidente de avião e foi reciclado em um carro esportivo vermelho, que a capa do PAL VHS identifica como o "Aston Martin Super".
Uma versão do carro apareceu em Grand Theft Auto: Londres 1969, sendo chamada de "James Bomb".
Leonardo DiCaprio foi visto dirigindo o carro em Catch Me If You Can (2002) imitando Bond (até mesmo o terno) em Goldfinger, durante uma cena que ocorre no ano em que o filme foi lançado. Também apareceu no filme de comédia de ação Charlie's Angels: Full Throttle (2003), dirigido pelo personagem de Bernie Mac, Jimmy Bosley. É visto apenas uma vez em que Bosley está dirigindo uma testemunha, Max Petroni (interpretado por Shia LaBeouf) para a casa de sua mãe, a salvo do O'Grady Crime Syndicate.
O filme de comédia de espionagem francês Double Zéro (2004), dirigido por Gérard Pirès, também apresentava um DB5. Ele pode ser visto uma vez no filme, quando os dois personagens principais ir ao encontro do paródia de Q.
Um Aston Martin DB5 apareceu em forma altamente estilizado como "Finn McMissile", um agente secreto britânico dublado por Michael Caine no filme da Pixar Carros 2 (2011). O personagem do carro foi uma homenagem ao DB5 de Bond, embora também tivesse uma semelhança com o Volvo P1800, usado pelo fictício agente secreto britânico Simon Templar na série de televisão The Saint.
O carro apareceu em Chitty Chitty Bang Bang Flies Again, uma sequência do romance de Fleming de Frank Cottrell-Boyce, publicado em 2011. No livro, está implícito que o carro pertencera a James Bond.
Em 2013, o Grand Theft Auto V apresentou um carro chamado "JB 700", baseado no DB5; No modo de história do jogo, o jogador deve roubar um equipado com vários dispositivos - incluindo pauzinhos e metralhadoras funcionais montadas nas asas dianteiras do carro - de um set de filmagem.
Need for Speed: Most Wanted lançou um DLC chamado "Movie Legends" que apresentava o carro.
O videoclipe da música de Usher "Burn" apresenta um DB5. O mesmo carro com o mesmo número de registro aparece várias vezes na série de TV de vida curta Fastlane.
Na série de TV de 2015 Thunderbirds Are Go, um DB5 pode ser visto quando Lady Penelope entra no Fab 1 no primeiro episódio "Ring Of Fire".
O DB5 aparece em mais um jogo de corrida intitulado Forza Horizon 4 como parte do pacote de James Bond DLC. Os gadgets usados no Goldfinger podem ser vistos no modo de exibição. Além da versão customizada do James Bond, há uma versão "civil" do DB5 disponível.